# Сулковский, Юзеф
Юзеф Сулковский (пол. Józef Sułkowski; 17/18 января 1773 — 22 октября 1798, Каир) — польский офицер, адъютант Наполеона Бонапарта.

## Биография

### Ранние годы
По одной из версий, сын Теодора Сулковского (ум. 1791), принадлежавшего к младшей, нетитулованной ветви семьи и служившего кирасирским ротмистром в Венгрии. Мать — Юлия Келис (ум. 1773), венгерка, воспитанница священника из Рааба. Существует также гипотеза, что Сулковский был незаконнорождённым сыном князя Франтишека де Паула Сулковского от французской эмигрантки Маргерит-Софи де Флевиль или от жены Кароля Радзивилла и воспитывался в семье Теодора Сулковского. В 1777 году князь Август Сулковский (ум. 7 января 1786), старший брат Франтишека де Паула, возвращаясь из Италии, остановился в Вене, и, «восхищённый красотой и обаянием» маленького Юзефа, забрал мальчика и его старшую сестру в Польшу, в свой майорат Рыдзыну. Образование получил в основанном князем пансионе. Вместе с князем Августом с 1778 года Юзеф почти три года путешествовал по Европе. Во время длительной поездки князь Август позаботился о том, чтобы мальчик изучал европейские языки, латынь, геометрию, оптику и механику. В 1783 году опекун переписал на Юзефа Сулковского наследственное мальтийское командорство с годовым жалованьем 12000 злотых. Это обстоятельство позволило биографам предполагать, что Август Сулковский намеревался сделать его своим наследником. Летом 1783 года Сулковский привёз Юзефа в Россию. Мальчик был представлен Екатерине II, которая пожаловала ему звание кандидата на офицерский чин в лейб-гвардии Конном полку. По воспоминаниям офицера полка Сулковских, стоявшего в Рыдзыне, Михала Суходольца: 
…Больше всего Юзеф любил рассуждать о военном деле, о фортециях, кем они были постороены, переделаны, взяты, о баталиях, как была которая выиграна, кто какую ошибку совершил и т. д. Как только выдавалась у него свободная минута от учения, так он описывал подвиги прославленных генералов — Тюренна, Вобана, Монтекукули…

### Служба в польской армии
В гвардейский полк Сулковский не попал — Петербург уведомил его опекуна, что производство откладывается «из-за имеющихся соревнователей из титулованных особ». Август Сулковский произвёл кадета Юзефа в 1784 году в подхорунжии полка, который сам возглавлял. В 1785 Сулковский стал хорунжим, в 1786 — поручиком. После смерти Августа Сулковского полк был отобран у майората, переведён в Варшаву, и, в результате серии реорганизаций превратился из личного княжеского в регулярный 10-й пехотный полк коронных войск (pl:10 Regiment Pieszy Ordynacji Rydzyńskiej). Мальтийское командорство Юзеф Сулковский потерял, — князь Антоний Сулковский, наследник Августа, в феврале 1786 года возбудил процесс о возвращении командорства. В первой инстанции, Варшавском капитуле Мальтийского ордена, жалоба была отклонена, но в последующие годы Юзеф Сулковский мальтийскую ренту уже не получал. В декабре 1791 года был произведён в капитаны. Под впечатлением от конституции 3 мая написал политический трактат «Последний голос польского гражданина», критикуя её как «несмелую, неполную, слишком уступчивую по отношению к кастовым предубеждениям и ретроградным воззрениям шляхты». В составе 10-го полка воевал на литовском фронте в 1792 году. За участие в обороне моста на Зельве первым в этой военной кампании получил крест Виртути Милитари и был представлен к производству в майоры. При получении известия о присоединении короля к Тарговицкой конфедерации намеревался поднять восстание в армии и участвовал в сборе подписей в поддержку реконфедерации. Это стоило Сулковскому производства в чин майора. Под предлогом лечения за границей добился отпуска и осенью 1792 года уехал во Францию.

### Эмиграция
Сулковский прибыл в Париж весной 1793 года. Был задержан вместе с другими поляками-эмигрантами после ареста в Варшаве французского дипломата Бонно и провёл некоторое время в тюрьме. После освобождения Сулковский участвовал в собрании секции Четырёх наций и выступил с речью в поддержку республики. По некоторым сведениям, уже в 1793 году получил французское гражданство.

### Путешествие на Восток и в Польшу
Сулковский пытался поступить во французскую армию, но его не взяли, — он отправился на Восток с дипломатическим поручением. Французское правительство намеревалось послать военных инструкторов Типу-Султану, собиравшемуся поднять восстание в Индии против англичан. В Италии тайные эмиссары республики попадают в поле зрения разведки коалиции. Сулковский, выдворенный полицией с территории Венецианской республики, получил приказ ожидать дальнейших распоряжений в Алеппо (Сирия). Во время плаванья он изучал восточные языки и знакомился с социальной и экономической стороной жизни Востока. Около пяти месяцев Сулковский в Алеппо напрасно ожидал инструкций из Парижа. Наконец, он решился пересечь Аравийскую пустыню и через Басру добраться до Индии. По пути в Басру Сулковский попал в засаду и спасся лишь благодаря случайности. Летом 1794 года он вернулся в Константинополь. Через французского посла Декорша Сулковский пытался добиться от Парижа помощи восставшим в Кракове, посылает подробный мемориал о положении в Польше. В середине сентября Сулковский отправился в Польшу с шифрованными письмами от французского посла к Тадеушу Костюшке и Игнацию Потоцкому. Он проделал путь в две тысячи километров, переодетый армянским купцом, и прибыл в Польшу уже после подавления восстания. По сообщению биографа Сулковского Ортанса Сент-Альбена, тот сформировал партизанский отряд, который был разбит в первом же сражении. Через Константинополь Сулковский возвратился в Париж.

### Итальянская кампания (1796)
Сулковский обратился с просьбой о назначении в Итальянскую армию. 1 мая 1796 года был зачислен в чине капитана ожидающего вакансии и направлен в штаб-квартиру Бонапарта. 28 июня того же года присоединился к штаб-квартире в Ливорно.
В июле официальное представительство польской эмиграции, парижская Депутация, поручила князю Огинскому вступить в переписку с Сулковским и через него обратить внимание Бонапарта на польские дела. Сулковский посоветовал написать командующему от имени поляков, отметив, что «этот генерал пользуется огромным доверием французов и не приминет рано или поздно стать во главе правительства».
15 сентября 1796 года в сражении при Сан-Джорджио Сулковский во главе двухсот шестидесяти гренадеров взял считавшуюся неприступной батарею. 27 октября 1796 года был назначен вместе с Дюроком временно исполняющим обязанности личного адъютанта Бонапарта. Лавалетт, отмечая в своих «Воспоминаниях» честность, храбрость и всесторонние знания Сулковского, отзывался о нём как о самом талантливом из адъютантов главнокомандующего. Осенью 1796 года Сулковский вступил в должность адъютанта. Во время битвы при Арколе, спасая Бонапарта, попавшего в болото с конём, был ранен. Весной 1797 года вместе с Жюно Сулковский был избран для передачи приказа генералу Барагэ д’Илье о захвате Венеции. Биографы утверждают, что Наполеон намеревался использовать связи своего адъютанта с местными революционерами в политических целях — восстание венецианских якобинцев ускорило падение города.

### Польские легионы. Конфликт сДомбровским
После провала Краковского восстания различными группами (как правой, так и левой) польских эмигрантов поддерживалась идея создания «польских легионов». Первый «пробный польский батальон» сформировался в Итальянской армии после битвы при Арколе — Сулковский был его организатором. Вскоре в Милан к Бонапарту прибыл Ян Генрик Домбровский, кандидат правого крыла костюшковского лагеря, получивший у Директории одобрение на свой проект «польских легионов». Сулковский присутствовал на встрече Наполеона и Домбровского 3 декабря 1796 года. Бонапарт при первом свидании отказал Домбровскому, заявив, что польский отряд уже сформирован и предложил ему и его товарищам получить там офицерские должности. После этого свидания Домбровский в письме к адъютанту Тремо прямо обвинил в своей неудаче Сулковского. Однако позднее Бонапарт изменил своё решение под влиянием Бертье, политической ситуации, и, не в последнюю очередь, личных качеств Домбровского как полководца и военного специалиста.

27 мая 1797 года Домбровский приехал в Милан, чтобы определить окончательный статус легионов и получить одобрение у Бонапарта на замещение некоторых офицерских должностей своими кандидатами. Противники Домбровского (в том числе Лазнинский) вместо его кандидатов предложили Наполеону своих. Домбровский получил «совсем другой список», который был «сделан собственной рукой Сулковского». Лишь после личной встречи с Бонапартом в Момбелло недоразумение было улажено — Наполеон принял кандидатуры Домбровского.
Отмена Бонапартом всей «интриги», ради которой якобинский адъютант (Сулковский) пустил в ход весь свой авторитет, явилась для него невозместимым поражением. В результате беседы в Момбелло он фактически утрачивал своё положение первого польского советника при Бонапарте. В дальнейшем это означало полное отстранение его от дел, связанных с польской армией в эмиграции, а тем самым сводило на нет план всей его жизни.

По мнению биографов Сулковского конфликт его с Домбровским был и конфликтом с Бонапартом. Несмотря на это, он «упорно держался Бонапарта», отвергая более выгодные предложения других французских генералов. Для Наполеона не были секретом политические воззрения якобинца Сулковского, кроме того, тот единственный из всего штаба Итальянской армии имел смелость спорить с главнокомандующим. Тем не менее Бонапарт продолжал доверять ему самые ответственные поручения. По воспоминаниям участника египетской экспедиции писателя Арно: 
Сулковский был человеком из Плутарха <…> Одарённый смелостью и сообразительностью, способный успешно выдержать любой экзамен как в дипломатии, так и на войне, он напоминал умом и характером того, кому был предан без любви и кого больше уважал, чем обожал <…> Он осуждал своего командующего с суровостью подчас предельной <…> Он ненавидел его, одновременно восхищаясь им <…> И всё же он был одним из тех людей, на которых Бонапарт мог полностью положиться <…> Потому что он был человеком чести <…> Так же обстояло дело и с командующим, привязанность которого к адъютанту основывалась не на чувстве, а только на понимании его полезности.

### Париж
После ратификационного конгресса в Раштадте Сулковский вернулся в Париж вместе с Бонапартом. Наполеона ждало новое назначение — Директория поручала ему командование экспедиционной армией, которая должна была нанести удар по Англии. Сулковский почти ежедневно находился в квартире Бонапарта на улице Шантерен и занимался подготовкой к новой военной кампании. Он редактировал оперативные планы экспедиции, подбирал военную библиотеку для командующего и представлял выписки из различных научных трудов. Также Сулковский писал книгу, где намеревался обобщить свой шестилетний военный опыт. В начале февраля 1798 года после инспекционной поездки по воинским частям, в которой его сопровождали Бурьен, Ланн и Сулковский, Бонапарт пришёл к выводу, что они не готовы к вторжению в Англию. Он предложил Директории план новой военной кампании — захвата Египта, разработанный совместно с Сулковским. План, включавший в себя помимо завоевания Египта завершение строительства Суэцкого канала и открытие выхода в Индию, поддержал Талейран. С его помощью было сломлено поначалу решительное сопротивление директоров: 5 марта 1798 года план кампании был утверждён официально. В это же время новый командующий Итальянской армией Массена предложил Сулковскому возглавить её генеральный штаб. Однако Сулковский предпочёл отправиться в Египет.

### Египетский поход
После падения Александрии Сулковский был произведён в эскадронные командиры «за заслуги перед армией, главным образом на Мальте и при взятии Александрии». 11 августа 1798 года в бою под селением Эль-Сальхия был тяжело ранен. Тогда же произведён в бригадные командиры. Не имея возможности из-за ранения участвовать далее в боевых действиях, Сулковский работал в составе комиссии, собиравшей материалы касающиеся местного законодательства, «организации гражданский и уголовных судов, состояния просвещения и возможных и отвечающих пожеланиям населения улучшений, кои в этих областях надлежало бы провести». В последние месяцы жизни написал три очерка: «Письмо с Мальты», «Заметки о египетской экспедиции» и «Описание пути из Каира в Эль-Сальхия». Во время восстания местного населения в Каире Сулковский был послан Бонапартом на разведку. 22 октября 1798 года он возвращался вместе с отрядом из пятнадцати кавалеристов в штаб-квартиру. 
…на них напало всё население предместья; его конь оступился и упал, Сулковский, окружённый со всех сторон, был разорван на мелкие клочки.